# Lestes praecellens
Lestes praecellens – gatunek ważki z rodziny pałątkowatych (Lestidae).